# Hiltu et Ragnar
Hiltu et Ragnar (Hiltu ja Ragnar) est un court roman de l'écrivain finlandais Frans Emil Sillanpää, publié en 1923. 
Le personnage principal, Hiltu, est la fille de Jussi Toivola, le héros de Sainte Misère, un roman paru en 1919. Hiltu et Ragnar fait d'ailleurs référence à certains événements évoqués dans Sainte Misère.

## Résumé
Le roman s'ouvre sur le personnage de Ragnar, fils d'une bonne famille suédophone. Orphelin de père, il est choyé par sa mère, la rectoresse (veuve d'un recteur), qui le confine dans une atmosphère qu'elle croit préservée des tentations de la chair et de contacts avec la gent féminine. Il semble destiné à vivre une vie bourgeoise et vertueuse. En réalité, depuis son enfance il est très intéressé par les servantes successivement employées dans sa famille, et ne se prive pas de contempler leurs formes opulentes. La nouvelle bonne, Hiltu, lui semble de prime abord sans attraits, mais il change vite d'avis et compte bien vivre une aventure avec elle, peut-être encouragé par la facilité supposée de la chose.
De son côté, Hiltu vient d'une famille misérable, marquée par la pauvreté, la mort et la maladie. Elle n'a aucune expérience sexuelle et s'éprend de Ragnar. À l'occasion d'un départ à la campagne de la mère de Ragnar, ils se rapprochent naturellement. La première nuit, ils échangent déjà des caresses, et ils comptent bien aller plus loin le lendemain. Ragnar, possédé par un sentiment de toute-puissance, passe la journée avec des amis, dont un certain Murtomäki. Le soir, tous quatre viennent chez lui se saouler, puis les amis de Ragnar s'en vont enfin. Par malchance, Murtomäki, ivre mort, revient frapper à la porte au pire moment, alors que Hiltu et Ragnar s'apprêtaient à consommer leur passion... Ragnar, dans sa folle exaltation, a même eu le temps de promettre à Hiltu de l'épouser, alors qu'il n'en a aucunement l'intention.
Le lendemain, rien ne va plus, Hiltu semble avoir perdu toute confiance en Ragnar, tout optimisme, et elle est persuadée d'être soudain atteinte du même mal que sa mère (morte d'un cancer de l'utérus) alors qu'il ne s'agit que de ses règles. Effrayée et déçue, elle fait payer à Ragnar son comportement de la nuit précédente, refusant de coucher avec lui la troisième nuit. Dans une sorte de brusque accès de désespoir, le quatrième jour, elle se suicide, en se jetant dans la rivière. Ragnar n'en est guère ému. Il ne songe qu'à camoufler avant le retour de sa mère toute trace de ce qui s'est passé.

## Style
Cette œuvre tranche quelque peu sur le style habituel de Sillanpää. Le réalisme y est moins présent, ainsi que la volonté (très courante dans la littérature finlandaise classique) de décrire le peuple finnois. Les préoccupations sociales qui constituaient un des points centraux de Sainte Misère sont ici peu développées. On trouve par ailleurs beaucoup de descriptions psychologiques non réalistes, d'inspiration plutôt symboliste (Sillanpää avait d'ailleurs quelques années plus tôt traduit Maurice Maeterlinck), ou des notations bien peu réalistes du type :
« Tous trois dormaient. Tandis que l'aube se levait, les innombrables agents du sommeil besognaient avec une ardeur confuse dans les profondeurs de ces trois âmes ».
Dans sa préface, Jean-Luc Moreau note, au sujet des préoccupations sociales de Sillanpää, que :
« Le malconfort de Sillanpää, c'est celui d'un intellectuel qui à mi-chemin du peuple et de la bourgeoisie ne peut, les connaissant, ni entièrement haïr celle-ci ni tout à fait idéaliser celui-là. »